# Пірникоза срібляста
Пірникоза срібляста (Podiceps occipitalis) — вид водних птахів родини пірникозових (Podicipedidae).

## Поширення
Вид поширений в Південній Америці. Трапляється в Чилі, Аргентині, Парагваї та на Фолклендах. Ізольовані популяції відомі в Болівії, Перу та Колумбії. Мешкає на озерах, повільних річках та болотах. В Андах трапляється навіть у гіперсолених озерах на висотах до 4000 м.

## Опис
Тіло завдовжки 28 см. Вага 340—400 г. Спина та хвіст темно-сірі. Голова чорна, лише південний підвид маж сірі щоки. Шия, груди та черево білі. Боки чорні. Очі помаранчево-червоні, дзьоб чорний. Ноги чорні.

## Спосіб життя
Трапляється у невеликих зграях або у змішаних зграях з іншими водними птахами. Живиться водними безхребетними. Гніздування було зафіксовано у лютому в Колумбії та між вереснем та березнем у Перу, більшість яєць відкладається між листопадом та січнем. Гніздо будує на мілководді на плавучій або стаціонарній платформі з рослинних решток. У гнізді два блідо-блакитних яйця.

## Підвиди
- P. o. juninensis, (von Berlepsch & Stolzmann, 1894)
- P. o. occipitalis, (Garnot, 1826)